# João Saldanha
João Alves Jobin Saldanha (ur. 3 lipca 1917 w Alegrete – zm. 12 lipca 1990 w Rzymie) – brazylijski piłkarz, a po zakończeniu kariery dziennikarz i trener.

## Kariera piłkarska i dziennikarska
João Saldanha urodził się w stanie Rio Grande do Sul w rodzinie rolników (niektóre źródła podają, że był synem adwokata). Już w wieku sześciu lat zaczął trudnić się przemytem broni przez granicę Brazylii z Paragwajem. W wieku 14 lat Saldanha opuścił południe Brazylii i przeniósł się do Rio de Janeiro. Mając 20 lat został członkiem Brazylijskiej Partii Komunistycznej. Podczas kariery piłkarskiej João Saldanha występował w Botafogo FR. Obok piłki nożnej Saldanha uprawiał również koszykówkę. Z wykształcenia był prawnikiem i odbył aplikację notarialną, jednak nie zdecydował pracować jako notariusz.
Saldanha zdecydował się na pracę jako dziennikarz, stając się jednym z najbardziej znanych dziennikarzy prasowych, radiowych i telewizyjnych w historii Brazylii. Jako korespondent wojenny Saldanha relacjonował Długi Marsz oraz Operację Overlord.

## Kariera trenerska
W 1957 mocno krytykował swój ulubiony klub – Botafogo. W jednym z artykułów zaproponował swoją osobę na stanowisko trenera Botafogo i mimo braku trenerskiego doświadczenia, ku zdziwieniu wszystkich został trenerem Botafogo. Jeszcze większym zdziwieniem było wywalczenie przez klub mistrzostwa stanu Rio de Janeiro – Campeonato Carioca w 1957. Botafogo trenował przez 3 lata i odszedł w proteście przeciwko sprzedaży Didiego i Paulo Valentima. Po odejściu Saldanha ponownie zajął się dziennikarstwem.
W 1969 powrócił do pracy trenerskiej i został selekcjonerem reprezentacji Brazylii. W roli selekcjonera zadebiutował 7 kwietnia 1969 w wygranym 2-1 meczu z Peru. W tym samym roku w cuglach wygrał eliminacje Mistrzostw Świata 1970. Brazylia wygrała wszystkie 6 meczów, przy bilansie bramkowym 23-2. Drużynę nazwano Predatorami Saldanhi. Saldanha będąc członkiem Partii Komunistycznej krytykował pro-faszystowski reżim wojskowy rządzący wówczas Brazylią. Innym problemem był konflikt Saldanhi z Pelé. Wobec tego prezydent Brazylijskiej Federacji Piłkarskiej – João Havelange 17 marca 1970 zwolnił João Saldanhie ze stanowiska selekcjonera. Bilans jego kadencji to: 14 zwycięstw, remis i 2 porażki, przy bilansie bramkowym 54:15. Jego następcą został Mario Zagallo, który trzy miesiące później zdobył z canarinhos Mistrzostwo Świata.
Po odejściu ze stanowiska selekcjonera Saldanha ponownie zajął się dziennikarstwem. Zmarł podczas Mistrzostw Świata 1990, na których był komentatorem. Przyczyną śmierci była rozedma płuc, spowodowana nałogowym paleniem papierosów przez João Saldanhie.